# Anna Bon
Anna Bon, född 1738, död 1769, var en italiensk kompositör. 
Hon var hovmusiker hos Fredrik Ernst av Brandenburg-Kulmbach 1758-1762. Hon producerade ett flertal kompositioner från 1756. 